# Šurmanci
Šurmanci su naseljeno mjesto u gradu Čapljini, Federacija BiH, BiH.

## Stanovništvo

### 1991.
Nacionalni sastav stanovništva 1991. godine, bio je sljedeći:
ukupno: 403
- Hrvati - 354
- Muslimani - 47
- Jugoslaveni - 2

### 2013.
Nacionalni sastav stanovništva 2013. godine, bio je sljedeći:
ukupno: 301
- Hrvati - 287
- Bošnjaci - 6
- ostali, neopredijeljeni i nepoznato - 8